# Argentan
Argentan este un oraș în Franța, sub-prefectură a departamentului Orne, în regiunea Normandia de Jos. Orașul este situat pe malul râului Orne.

## Personalități născute aici
- Jean al II-lea, Duce de Alençon (1409 - 1476), militar și nobil, care s-a remarcat în Războiul de 100 de Ani;
- Michel Onfray (n. 1959), filozof, eseist.

1. ↑  répertoire géographique des communes, accesat în 26 octombrie 2015
2. ↑  dataset of postal codes in France, 1 octombrie 2018